# ウィルバート・オードリー
ウィルバート・ヴィア・オードリー（The Reverend Wilbert Vere Awdry, OBE、 1911年6月15日 - 1997年3月21日）は、イギリスのキリスト教聖職者、児童文学作家。TVシリーズ『きかんしゃトーマス』の原作である『汽車のえほん』シリーズの作者として知られる。The Reverendは、牧師の敬称。

## 幼少期から婚約まで
1911年6月15日、イングランド・ハンプシャー州、 ロムジーのアンプフィールド司祭館（Ampfield vicarage）にて国教区牧師の父ヴィア・オードリーと妻ルーシー・オードリーのもとに生を受ける。当時司祭館の庭にはヴィアと兄キャロル・オードリーが製作した鉄道模型のレイアウトが置かれており、ウィルバートが鉄道愛好家となるきっかけの一つとなる。その後1914年に第一次世界大戦が勃発し兄キャロルが派兵されるが同年8月に戦死。2年後にウィルバートの弟となるジョージ・オードリーが産まれるが、翌年1917年にキャロルを失った悲しみから立ち直る為に家族揃ってウィルトシャー州ボックスに移り住む。新居の近くにあったグレート・ウェスタン鉄道（パディントン・ブリストル間）のボックストンネルを蒸気機関車が走り、ウィルバートは聞こえてくる蒸気やエンジンの音から機関車が意志を持っているように感じ、その事が後の「汽車のえほん」の誕生へと繋がる。
文学を学ぶためオックスフォード大学へ進み学士号や修士号を取得するが、父ヴィアの影響で聖職に就くことに決め、神学も学ぶ。1932年に大学を卒業し、翌年から3年間イスラエルで教職に付き、その時期にウィルバートと同じく教師としてイスラエルに赴任していたマーガレット・エミリー・ウェイルと出会う。
1936年に帰国して牧師となり、1938年に帰国したマーガレットと結婚、1男2女を儲ける（長男クリストファー、長女ヴェロニカ、次女ヒラリー）。

## 汽車のえほん成立から執筆終了まで
息子クリストファーが1942年に麻疹にかかっていたとき、ウィルバート自らが少年時代に想像した意志、感情を持つ蒸気機関車が会話をする物語を語って聞かせた。いくつかのエピソードを話すうちに、詳細な点の矛盾をクリストファーに指摘されないようにメモ書きを作り出したのがきっかけで、物語は書きとめられていった。妻マーガレットが絵本としての物語の出版を提案するがウィルバートが反対し、幾度かの説得の末1945年5月12日に最初の本「三だいの機関車」が出版されることとなった。翌年「機関車トーマス」が出版されると、以後「汽車のえほん」としてシリーズ化してほぼ1年に1冊ずつ出版された。挿絵は専門の挿絵画家が担当した。
1952年以降はタリスリン鉄道等の保存鉄道のボランティア活動にも献身的に参加した事でも知られ、「汽車のえほん」にも「スカーローイ鉄道」としていくつか描かれており、タリスリン鉄道で車掌として働いていた際に売店の女性をホームに取り残したまま発車させてしまった失敗談は「汽車のえほん」第10巻において「ピーター・サムのしっぱい」というエピソードとして執筆され、テレビ版第4シリーズで映像化されている。そのころ特に行動を共にした親友に、テディ・ボストン牧師がいる。
1965年に牧師を引退、翌1966年にグロスターシャー州ストラウドのロッドバラ教会に移り住む。
1972年に「井戸は干上がった」と語って26番目「わんぱく機関車」の出版を最後に、一旦シリーズの執筆を終了した。その後、「汽車のえほん」はイギリスの放送作家ブリット・オールクロフトにより1984年から『きかんしゃトーマス』として映像化され、それに伴い1983年から息子クリストファー・オードリーが続編の執筆・出版を引継ぎ、1996年までに14冊の続編が書き継がれた。1987年9月には「汽車のえほん」とは別にソドー島の歴史・地理学・言語・産業・地質学等を記した「THE ISLAND OF SODOR」（日本語未訳）を弟のジョージとの共著として出版している。
生前、華奢な体格から「ほっそり牧師(Thin Clergyman)」とからかわれる事が多かった。この事もウィルバートは原作22巻「小さな機関車たち」にて、題材として取り扱った。「汽車のえほん」作中にウィルバート本人が出てくるのはこの巻と25巻「きえた機関車」のデューク探しのエピソードぐらいだが、牧師でありながら鉄道愛好家でもあった、という事実を社会一般に認めさせた。

## 晩年
「三だいの機関車」の出版から50周年の1995年には、イギリス国立鉄道博物館で記念展示会がひらかれ、インターシティー225用の電気機関車で文化人や偉人の名前などを命名している91形の91024号機（現在91124号に改番）が「レヴランド・W・オードリー号」と命名された。10月にはブライアン・シブリーにより伝記「The Thomas the Tank Engine Man」（日本語未訳）が出版された。
1996年、新年の叙勲で大英帝国4等勲士（OBE）に叙せられたが、健康状態の悪化により、ロンドンに行くことができなかった。
1997年3月21日、ストラウドの自宅にて、老衰のため死去。満85歳。晩年を過ごしたロッドバラ教会にはトーマスが描かれたステンドグラスが展示されている。また、タリスリン鉄道のナローゲージ（狭軌）鉄道博物館内には、オードリー牧師の書斎が復元され遺品が保存展示されている。

## その他
没後の2011年に刊行された、汽車のえほん第42巻「Thomas and his Friends」（日本語版未訳）の最終話「Centenary」は、トップハム・ハット卿がほっそり牧師（ウィルバート）の生誕100周年を記念する式典を開く話となっており、作中で彼の胸像が披露されている。
2015年に汽車のえほん出版70周年記念作として製作された映画「きかんしゃトーマス 探せ!!謎の海賊船と失われた宝物」では、3DCGで再現されたウィルバート本人が作中に登場しており、遺族からの了承を得た上で実現している。テレビシリーズでも第20シリーズから登場しており、声は原語版ではロブ・ラックストロー、日本語版では江原正士が担当している。